# フォルヒテンベルク
フォルヒテンベルク（ドイツ語: Forchtenberg, ドイツ語発音: [ˈfɔrçtn̩bɛrk]、アレマン語: Forchtebärg）は、ドイツ連邦共和国バーデン＝ヴュルテンベルク州ホーエンローエ郡に属す郡所属市で、クプファー川がコッハー川に合流する地点に位置する。

## 歴史
フォルヒテンベルクは、1298年に初めて文献上で言及されている。この70年ほど前にデュルン伯コンラートにより城砦が築かれた。村落としてのフォルヒテンベルクは比較的早くから城砦の城下町として開かれた。名前は、"vor dem Berg"（山の前）に由来する。デュルン伯家が断絶した後はホーエンローエ家の所領となった。帝国代表者会議主要決議により1806年にホーエンローエ家の所領はヴュルテンベルク王国領に統合された。この時、フォルヒテンベルクはオーバーアムト・エーリンゲン（1938年からはエーリンゲン郡）に編入された。1926年にヴァルデンブルクまで敷設されたコッハータール鉄道によりこの街は経済的発展を遂げた。1972年の郡の再編でこの村は、新たに創設されたホーエンローエ郡に属すこととなった。1981年にコッハータール鉄道の旅客輸送は停止された。

### 市町村合併
- 1971年12月1日 ヴォールムートハウゼン
- 1972年1月1日 ジントリンゲン市、エルンスバッハ、ムートホーフ

### 地区
フォルヒテンベルクは、以下の地区からなる。
フォルヒテンベルク
フォルヒテンベルク地区と居住区ノイヴュルフィンゲン、ラウフブッシュ、ヴァルトフェルト。
エルンスバッハ
エルンスバッハ地区といくつかの入植者農場。
ムートホーフ
ビュシェルホーフ、ムートホーフ、シュライアーホーフの各地区。
ジントリンゲン
ジントリンゲン、シースホーフ、およびいくつかの入植者農場。ジントリンゲンは、1323年にヴァインスベルク家が都市権を与えたという記事で初めて文献に登場する。一旦宗教改革がなされたにもかかわらず、16世紀にカトリック系のホーエンローエ＝ヴァルデンブルク＝バルテンシュタイン家の所領となった。軍事的防衛力に基づきジントリンゲンの市民はプロテスタントの信仰を守った。
ヴォールムートハウゼン
ヴォールムートハウゼン、ハーバーホーフ、ホーエンザル、メッツドルフ、オルバッハスホーフ、シュヴァルツェンヴァイラーの各地区

## 行政

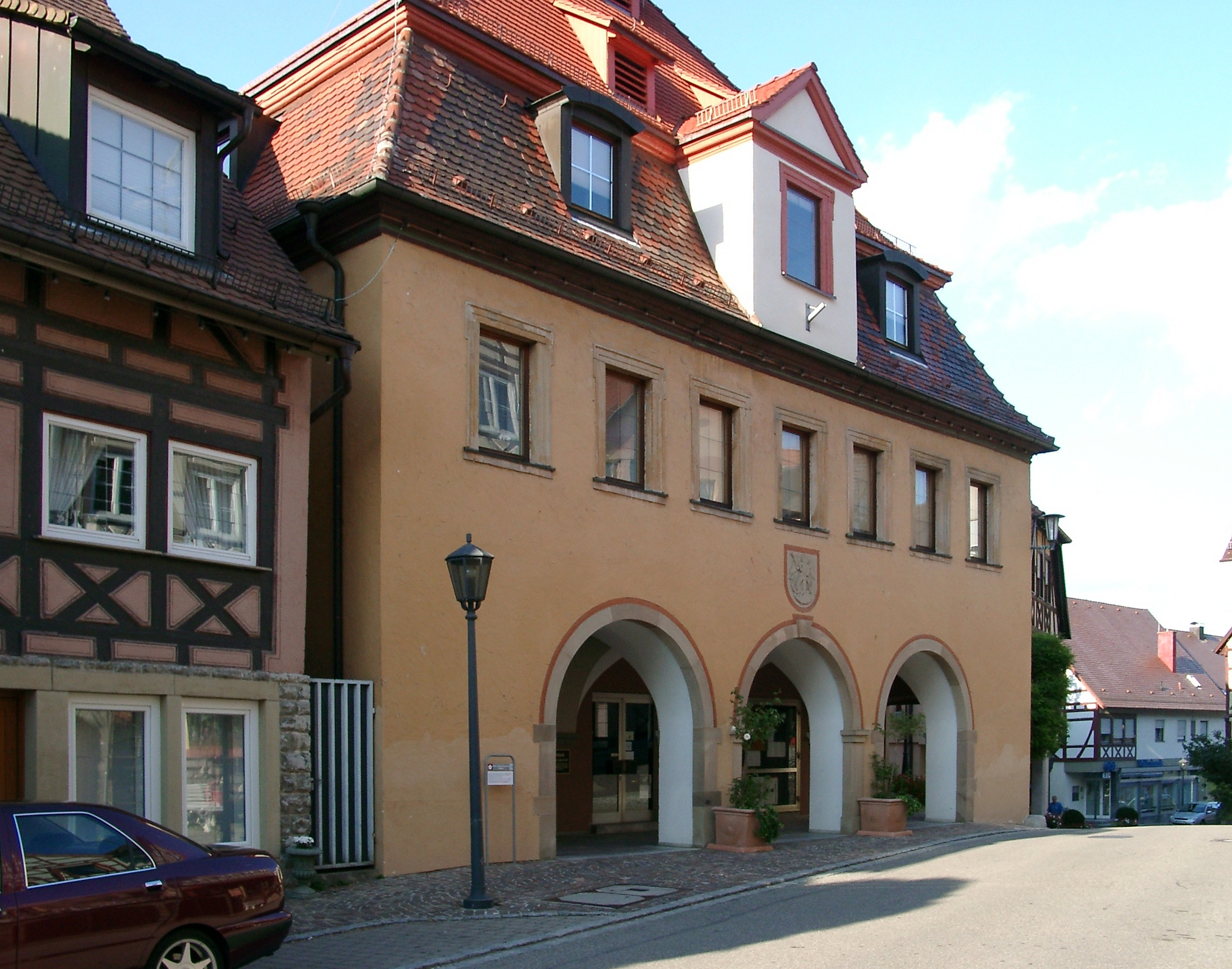
市役所

### 市長
第二次世界大戦後の市長を列記する。
- 1946年 - 1948年 ヴィルヘルム・ヴォルフ
- 1948年 - 1948年 フリードリヒ・ハーク
- 1948年 - 1966年 アドルフ・ヘーバイス
- 1966年 - 2004年 マルティン・トゥッフェントザンマー
- 2004年 - 2016年 ウーヴェ・ギージン
- 2016年 - ミヒャエル・フォス

### 紋章
赤地に銀色で、翼を持ち武装した人物（聖ミヒャエル）が銀のドラゴンと戦っている図柄。

## 経済と社会資本
フォルヒテンベルクは、コッハー＝ヤクスト＝タウバー地方コッハーベルク大地区に属すワイン町である。

### 交通
フォルヒテンベルクの重要な交通路としては東西方向に走るコッハータール通りがある。この他に多くの道路が各地区間や近隣市町村の間を結んでいる。ホーエンローエ郡近郊交通のバス路線が、中級中心都市のエーリンゲンやキュンツェルスアウあるいは近隣市町村を結んでいる。

### スポーツ施設
フォルヒテンベルク、エルンスバッハ、ジントリンゲン（リーメスハレ）には、スポーツ・多目的ホールがある。

## 文化と見所
フォルヒテンベルクおよびジントリンゲン体育館の他に、文化活動に利用されるエルンスバッハ・パハトホーフショイアーという施設がある。ここは、小市民ホールとしても利用される。

### 建築

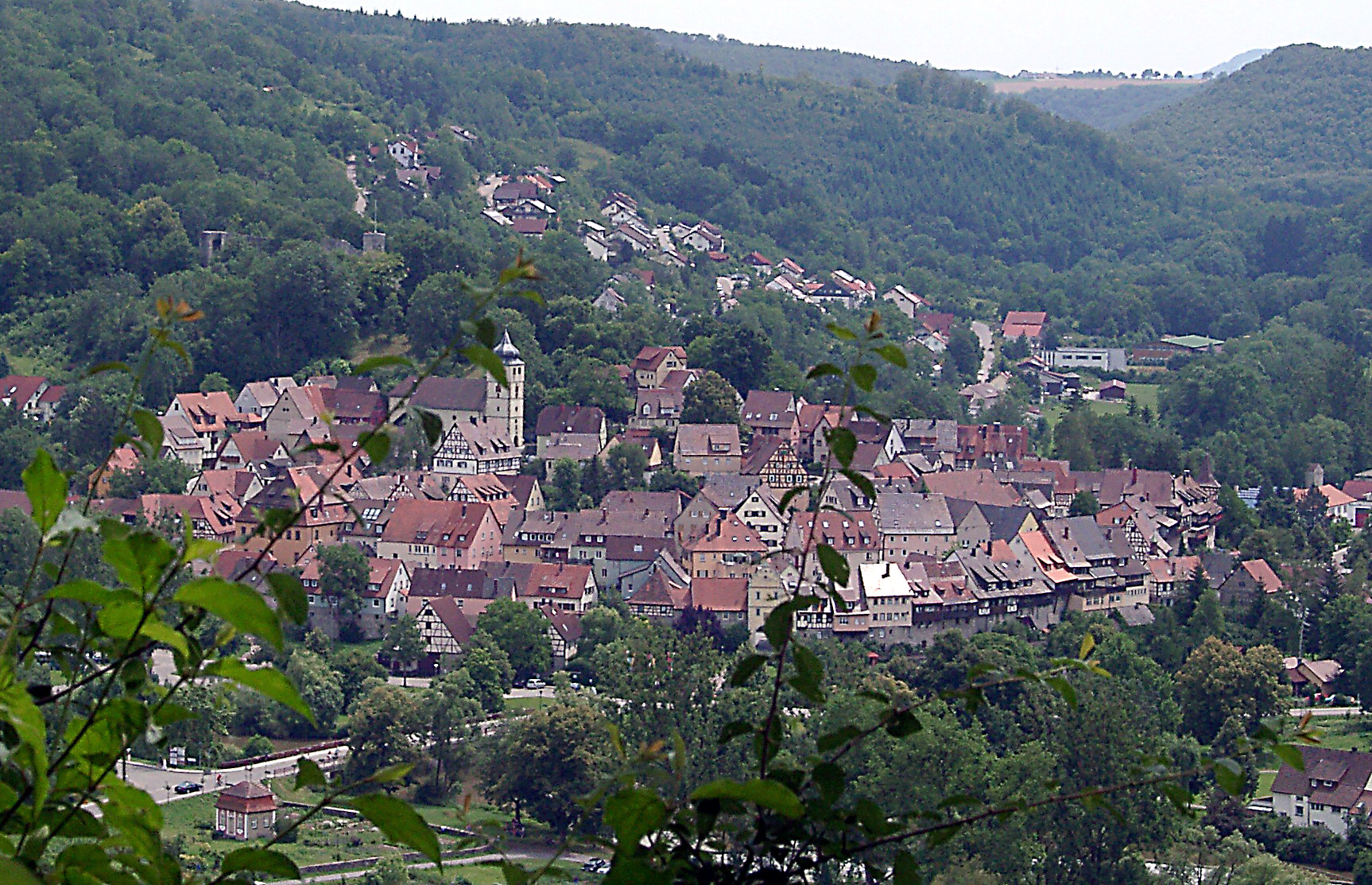
フォルヒテンベルク旧市街

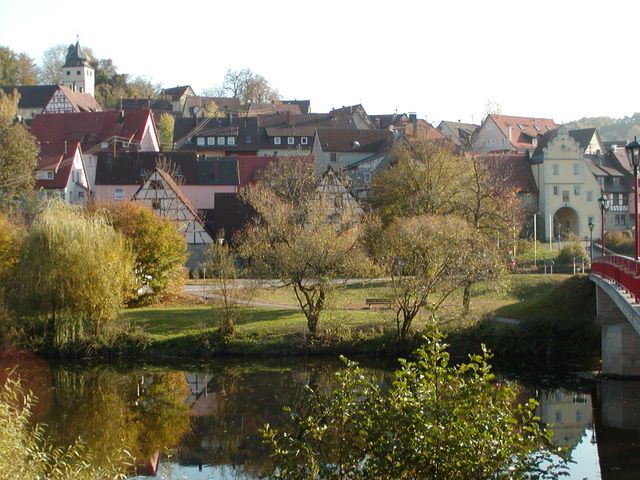
コッハー川沿いの旧市街の眺め

フォルヒテンベルクは、一部保存されたり復元されたりした市壁を有する中世の旧市街を持つ。市の中核部を見下ろす高台には大きな丸天井の地下倉庫を持つ城跡が遺されている。市中核部の下方にはかつての石膏の切り出し場がある。旧市街全域、遺跡や墓地教会は文化財保護の指定を受けている。ジントリンゲンも、一部再建された市壁を持つ中世のたたずまいをもつ。ジントリンゲンの市の水車小屋やジントリンゲン城（私邸）も重要な建造物である。

### 年中行事
- 毎年5月にジントリンゲン地区ではヨーロッパ中から商人が集まる陶器市が開催される。
- 毎年7月中旬に、フォルヒテンベルク城趾で野外フェスティバル『ロック・イン・ザ・ルインス』（遺跡でのロックコンサート）が開催される。
- 2005年以降毎年7月の終わりから8月の初めに野外映画祭が開催される。これは、2005年にフォルヒテンベルク・カルチャーシーン・クラブとキュンツェルスアウの映画業者が始めた行事である。
- 毎年アドヴェントの第1週末には、フォルヒテンベルク旧市街でクリスマス市が開催される。
- 1948年から始まったフォルヒテンベルク市のVolksbildungswerkでは、毎年多彩な10組ほどが多彩な演目を繰り広げる。
- Kulturinitiative Sindringen主催の音楽祭では、ジャズ、ブルース、カバレットといった音楽の他、アイリッシュ音楽の夕べなども開催されている。

## 人物

### 出身者
- レオンハルト・ケルン（1588年 - 1662年）彫刻家
- ハンス・グラトマン（1892年 - 1983年）植物学者
- ゾフィー・ショル（1921年 - 1943年）白バラ抵抗運動の主要メンバー

## 引用
1. ↑  Statistisches Landesamt Baden-Württemberg – Bevölkerung nach Nationalität und Geschlecht am 31. Dezember 2023 (CSV-Datei)
2. ↑  Max Mangold, ed (2005). Duden, Aussprachewörterbuch (6 ed.). Dudenverl. p. 337. ISBN 978-3-411-04066-7